# ヘンリー・デニソン
ヘンリー・ウィラード・デニソン（Henry Willard Denison、1846年5月11日 - 1914年7月3日）は、アメリカ合衆国出身の日本国の外交官、お雇い外国人。

## 生涯

### 来日・外務省顧問へ
1846年バーモント州ギルドホールで生まれる。ニューヨークのコロンビアカレッジ卒業後、1869年（明治2年）に日本へ渡り横浜の米国領事館裁判所判事となり、のち副領事に転ずる。1878年（明治11年）退職後、1880年（明治13年）5月に駐日米国公使デロングの推薦により、月給450円の待遇と「万国公法副顧問」の肩書きで、外務省のお雇い外国人となる（契約期間ははじめ3年、のち5年ごとに更改）。以後、1914年（大正3年）に没するまで、顧問の任にあり続けた。江戸時代は鎖国で２００年近く、日本では外交が不在だった。そのため、外交の知識について当時無知だった日本政府にとって、デニソンは重要視されたのである。

### 条約改正への寄与
井上馨外務卿以来、歴代の外務卿・外相に顧問として仕え、当時の国家的課題であった条約改正案に関与する。1881年（明治14年）には最恵国待遇条款についての進言を行っている。さらに1884年（明治17年）11月には条約改正会議において改正案の英文を起草したのを始め、大隈重信・榎本武揚・陸奥宗光ら歴代の外務大臣が手がけた条約改正交渉の草案を作成している。不平等条約の重要点であった治外法権の撤廃にも尽力し、1886年（明治19年）に米国との間で逃亡犯罪人引渡条約を締結させることに成功した。

### 日清戦争と三国干渉
1894年（明治27年）に勃発した日清戦争に際しても、翌年下関で行われた講和会議において陸奥外相の顧問の資格で全権に随行した。下関条約締結直後に、遼東半島返還を要求するロシア・フランス・ドイツによる三国干渉が行われた際の対応を巡って、広島大本営における御前会議においては、列国会議を招集して干渉に対抗しようとする意見が大勢を占め、いったん方針が決定されたが、いたずらに列強諸国を刺激するのは下策として、伊豆で病気療養中の陸奥外相と伊藤博文首相・デニソンの三者会談により、三国干渉に対する処理と、下関条約の批准交換を分けて処理することとなり、決定は覆された。
1900年（明治33年）からは日本政府による指定でハーグの常設仲裁裁判所裁判官もつとめている（没年まで継続した）。1902年（明治35年）に日英同盟を締結する際も、小村寿太郎外相の要請を受けて反対派の元老・井上馨を説得するなど、国内の外務事項においても活躍し、日本外交の枢機に関与していた。

### 日露交渉での活躍
1904年（明治37年）から始まった日露戦争でも、対露宣戦布告文の起草にあたった（この間におけるエピソードについては後述）。また一方で、戦争開始直後から始まった小村外相・金子堅太郎による米国を介した講和交渉を全面的に支え、ロシア側への交渉文書はほぼすべてデニソンが手がけている。その名文ぶりに欧州各国から日本への好感を集めるきっかけともなった。ポーツマス条約の締結にも尽力した。
1914年（大正3年）、築地の聖路加病院で死去（68歳）。墓は、青山墓地内の、辛苦を共にした小村寿太郎の墓の近くに建てられた。

## 受章歴
数々の功績から、1888年（明治21年）には、旭日中綬章を与えられ、1895年（明治28年）には勲二等旭日重光章、1896年（明治29年）には勲一等瑞宝章および金10,000円、1902年（明治35年）旭日大綬章を与えられた。最終契約（1910年）での俸給は15,000円に達した。死後、旭日桐花大綬章を追贈された。

## 人物・逸話
- 直接デニソンの薫陶を多く受けた外務官僚幣原喜重郎（のち外務大臣）による回想によれば、日露戦争時、小村外相と以下のやりとりがあった（1951年幣原『外交五十年』「デニソンを憶う」）。

開戦の直前、駐露公使宛に対露交渉開始の電文を起草するよう、小村外相に依頼されたデニソンは小村の真意が分からず、「閣下の真意が分からないので書けません。相手が言うことを聞かないなら戦争をするという覚悟がありますか。それともどうしても戦争を避けるつもりですか。いずれかを聞かなければどちらにも通じる文案は書けません」と問うた。小村外相は「それは談判の経過による」と答え、デニソンはうなずいて柔軟な文面を書いて送った。後日、幣原はなぜ外相に質問したのか尋ねたところ、デニソンは「戦争の覚悟があるなら柔軟で平和的・妥協的な書き方にする。そうでないのなら強気の文章にして多少脅迫の文句も入れる」と答えたという。
また日露戦争後、一時帰国のため書類を整理した際、日露講和交渉の草案が大量に出てきたため、幣原が後日の参考のために譲り受けたいと申し出たところ、デニソンはそれをストーブに入れて燃やしてしまった。曰く「君がこれを保存しておくと、それが後で人目に触れた時、日露交渉の主役が私であったように思われてしまうだろう。だが、あの交渉の功績はすべて小村さんのもので、私にはそれに参加する資格はない」。
- デニソンは普段から「私は、新たに英文の文書を書けと言われれば書けるが、日本人が作成した英語の文章を直せといわれてもできない。文法的に正しいかどうかよりも、英国人や米国人の立場になって、その考え方を表現したものでなければ、人に感動を与える文章はできない」と述べていたという。
- ポーツマスにおける日露戦争の講和会議で仲介役を務めたアメリカ合衆国大統領セオドア・ルーズベルトは、日本側の事務を精力的にこなすデニソンの姿を見て「君はアメリカ人なのか、それとも日本人なのか？」と皮肉ったという。
- 上記のようにデニソンの日本外交案件、および外交交渉術を日本人へ伝授した貢献は非常に大きく、石井菊次郎（外務大臣）は「天が日本に幸いして天下らせたような人物」と評した。
- 若い頃は野球の名選手で、ワシントンのオリンピックスというクラブで主力選手として活躍していた。1876年に東京大学の学生チームと外国人チームの交流戦が行われたときは、4番捕手を務めている。この時のチームメイトには、日本に野球を伝えたホーレス・ウィルソンや、ジェームス・カーティス・ヘボンの息子がいた[要出典]。

## 文献
参考文献
- 『お雇い外国人 明治日本の脇役たち』（梅渓昇、2007年、講談社学術文庫、ISBN 4061598074）

関連文献
- 『日本に外交はなかった―外交から見た日本の混迷』（宮崎正弘・高山正之、2016年9月、自由社）